# خا-۵۵
خا-۵۵ (به روسی: Х-55 Уран) ـ نام ناتو: آاس-۱۵ کِنت (AS-15 Kent) ـ نوعی موشک کروز ِ استراتژیکِ هواپایهٔ ساخت شوروی است که ۳۰۰۰ کیلومتر برد عملیاتی داشته و قابلیت حمل کلاهک هسته‌ای را دارد.

## تاریخچه
طراحی این موشک کروز هواپایه از سال ۱۹۷۱ در دفتر طراحی رادوگا آغاز شد و در سال ۱۹۷۸ اولین پروازهای آزمایشی خود را انجام داد. خا-۵۵ سه سال بعد وارد خط تولید شد و در سال ۱۹۸۴ مسلح‌سازی بمب‌افکن‌های توپولف-۹۵ به آن آغاز شد. خا-۵۵ پاسخ روس‌ها به ای‌جی‌ام-۸۶ ای‌ال‌سی‌ام موشک کروز مشابه آمریکایی‌ها بود. نیروی هوایی روسیه امروزه تنها بمب‌افکن‌های استراتژیک توپولف-۹۵ و توپولف-۱۶۰ را به این موشک مسلح کرده‌است.
پس از فروپاشی اتحاد جماهیر شوروی ۱۶۱۲ فروند از این موشک‌ها به عنوان بخشی از تسلیحات ۱۹ توپولف-۱۶۰ و ۲۵ توپولف-۹۵ام‌اس در اختیار اوکراین قرار گرفتند. اوکراینی‌ها ابتدا ۳ میلیارد دلار برای بازگرداندن موشک‌ها و بمب‌افکن‌ها به روسیه درخواست کرده بودند که در نهایت توافقی برای انتقال ۱۱ فروند از هواپیماها و ۵۷۵ فروند از موشک‌ها به روسیه در ازای ۲۸۵ میلیون دلار و نابودسازی بقیه آن‌ها با هزینه یک برنامه خلع سلاح با سرمایه آمریکایی، صورت پذیرفت.
با این حال تعدادی از این موشک‌ها باقی‌ماندند و بعدها پنهانی به ایران و چین فروخته شدند. در سال ۲۰۰۵ دادستان کل اوکراین اعلام کرد که ۱۲ فروند خا-۵۵ در سال ۲۰۰۱ در قراردادی غیرقانونی به ارزش ۴۹٫۵ میلیون دلار به ایران فروخته شده‌است. در سال ۲۰۰۴ روزنامه ژاپنی سانکی شیمبون گزارش داد که ایران تعدادی از این موشک‌ها را برای مهندسی معکوس در اختیار کره شمالی گذاشته‌است. همکاری ایران و کره شمالی برای مهندسی معکوس موشک‌های بالستیک شوروی قبلاً سابقه داشته و تکرار آن در مورد این موشک کروز بعید به نظر نمی‌رسد.
معاون وزیر دفاع ایران در شهریور سال ۹۱ خبر از تولید موشک مشکات یک موشک کروز با برد ۲۰۰۰ کیلومتری با سه قابلیت دریاپایه، زمین‌پایه و هواپایه در آینده نزدیک داد. تحلیلگران نظامی خارجی معتقدند که این برنامه اگر واقعی باشد برگرفته از تکنولوژی موشک کروز خا-۵۵ است.
اسفندماه سال ۹۳ ایران از یک کروز سطح‌به‌سطح با نام موشک سومار رونمایی کرد. مقامات ایران مشخصات این موشک را اعلام نکرده‌اند اما از نظر ظاهری مشابه خا-۵۵ است. به احتمال زیاد این موشک نمونه تکامل‌یافته مشکات است و چون از روی زمین شلیک می‌شود بایستی یک بوستر هم بر روی آن تعبیه شده باشد.

## مشخصات
نیروی پیشرانهٔ خا-۵۵ را یک موتور توربوفن آر ۳۰۰–۹۵ تأمین می‌کند. این موشک مثل اغلب موشک‌های کروز در ارتفاع پایین پرواز می‌کند تا ردیابی آن برای سامانه‌های راداری مشکل‌تر شود. خا-۵۵ در ارتفاع زیر ۱۱۰ متری و با سرعت ۵۷۱ تا ۹۱۷ کیلومتر پرواز کرده و با ۱۲۰۰ کیلوگرم وزن یک کلاهک هسته‌ای ۲۰۰ کیلوتنی (ده برابر قویتر از بمب اتمی ناگازاکی) را حمل می‌کند.

## هدایت موشک
مدل به‌روز شدهٔ این موشک با نام خا-۵۵اس‌ام که در ۱۹۸۶ ارائه شد برای ناوبری از سامانه هدایت داخلی ترکام همراه با موقعیت‌یاب متناوب برای تطبیق داده‌های رادار داپلر موشک با نقشه ذخیره‌شده بر روی رایانه موشک استفاده می‌کند. سامانهٔ ترکام برای هدایت موشک اینرسیایی را با داده‌های حسگر الکترونوری موشک و داده‌هایی که از سامانه موقعیت‌یاب جهانی گلوناس دریافت می‌کند، ترکیب می‌کند. ضریب خطای این موشک ۱۵۰ متر با قابلیت کاهش تا ۴۶ متر گزارش شده‌است.

## انواع

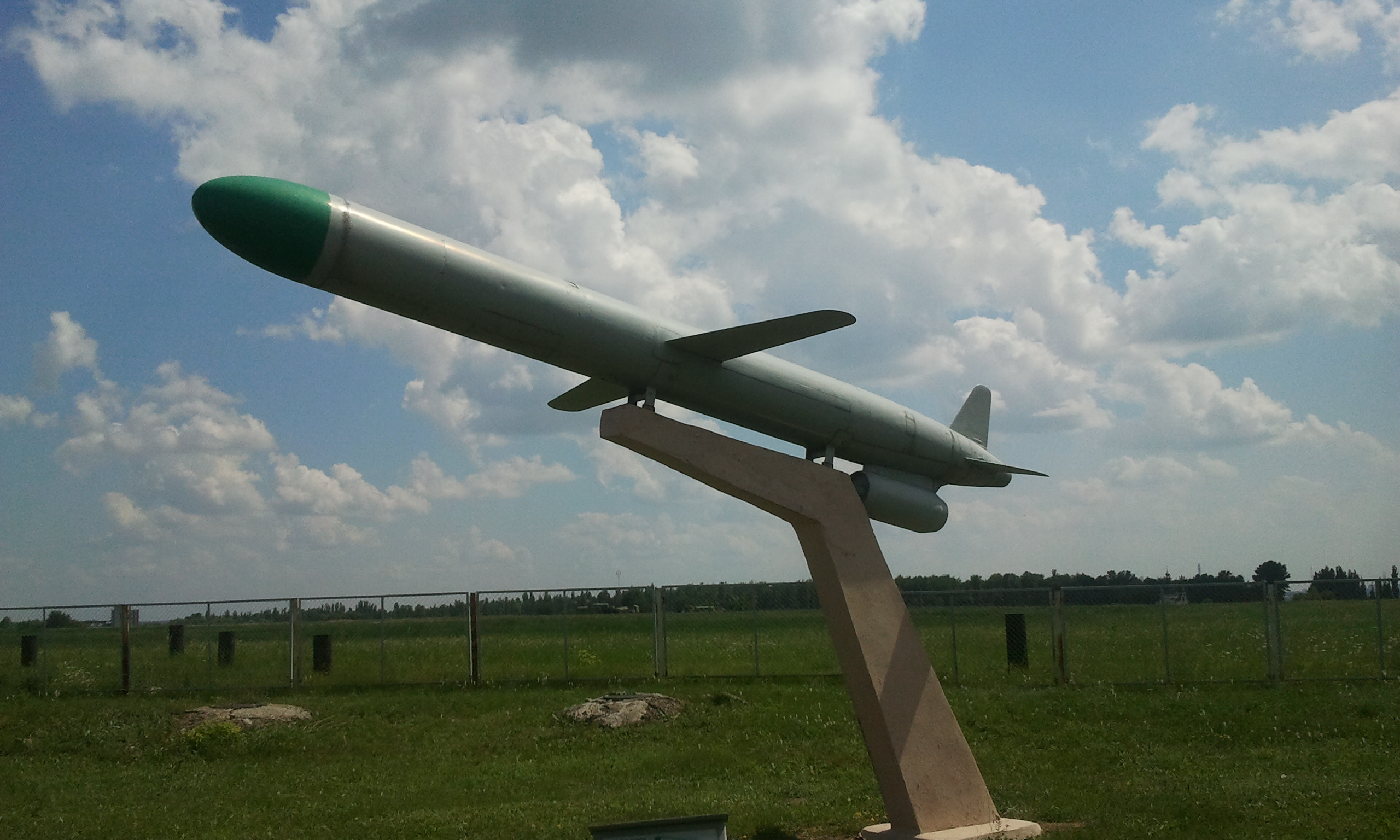
خا-۵۵ در اوکراین

موشک اس-۱۰ (نام ناتو: اس‌اس-ان-۲۱ سمپسون) شباهت زیادی به خا-۵۵ دارد و گاهی مدل دریاپایهٔ خا-۵۵ برای استفادهٔ زیردریایی‌ها معرفی می‌شود. البته اس-۱۰ از موتور توربوفن متفاوتی استفاده می‌کند.
در مارس سال ۲۰۰۰ گزارش شد که نیروی هوایی روسیه یک موشک کروز جدید را با کلاهک متعارف آزمایش کرده که خا-۵۵۵ نام دارد و مدلی از خا-۵۵ برای شلیک بمب‌های متعارف محسوب می‌شود که یک کلاهک جنگی ۴۱۰ کیلوگرمی از مواد منفجره شدیدالانفجار را حمل می‌کند. خا-۶۵ نیز مدل کوتاه‌بردتر خا-۵۵ برای استفاده‌های تاکتیکی است. برد عملیاتی این مدل به ۵۰۰ تا ۶۰۰ کیلومتر و ضریب خطای آن به ۲۵ متر کاهش یافته‌است.
برنامه توسعه این موشک به یک مدل پنهان‌کار و بسیار دقیق‌تر با نام خا-۱۰۱ (کلاهک متعارف) و خا-۱۰۲ (کلاهک هسته‌ای) در اواخر دهه ۱۹۸۰ آغاز شده و این موشک از سال ۲۰۰ به نیروی هوایی روسیه پیوست. گفته می‌شود که خا-۱۰۱ در آینده به موشک کروز هسته‌ای اصلی ارتش روسیه تبدیل خواهد شد و قرار است بمب‌افکن‌های توپولوف-۲۲ام (قابلیت حمل چهار عدد) و سوخو-۳۴ (قابلیت حمل دو عدد) نیز علاوه بر توپولف-۱۶۰ و توپولف-۹۵ها به آن مسلح شوند.

## موشک‌های مشابه
- اتحاد جماهیر شوروی اس-۱۰: به قدری شبیه خا-۵۵ است که مدت‌ها مدل دریاپایه خا-۵۵ پنداشته می‌شد.
- ایالات متحده آمریکا ای‌جی‌ام-۸۶ ای‌ال‌سی‌ام: کروز ۱۴۳۰ کیلویی با بیش از ۲۴۰۰ کیلومتر برد
- ایالات متحده آمریکا ای‌جی‌ام-۱۲۹ ای‌سی‌ام: کروز پنهان‌کار ۱۳۳۰ کیلویی با ۳۷۰۰ کیلومتر برد
- ایالات متحده آمریکا بی‌جی‌ام-۱۰۹ تاماهاوک: کروز سطح‌به‌سطح که از جنبه‌های دیگر به خا-۵۵ شباهت دارد.
- پاکستان موشک بابر: کروز پاکستانی برای شلیک بمب هسته‌ای
- هند موشک نیربای: کروز هندی میان‌برد با برد عملیاتی ۱۰۰۰ کیلومتر
- چین موشک سی‌جی-۱۰: کروز چینی که عناصری از خا-۵۵ در ساخت آن به کار رفته‌است.
- ایران سومار: کروز سطح‌به‌سطح که از نظر ظاهر به خا-۵۵ شباهت دارد. از نظر بسیاری از مهندسان صنایع نظامی نتیجه مهندسی معکوس خا-۵۵ در ایران کروز سومار است که مشخصات آن اعلام نشده. این کروز طبق نظر کارشناسان ۱۵۰۰ مایل برد دارد.